# Martina Favaretto
Martina Favaretto (n. 15 noiembrie 2001, Camposampiero, Veneto, Italia) este o scrimeră italiană. A participat la competiții asociate Jocurilor Olimpice în care a câștigat o medalie de argint.